# Jarmuż

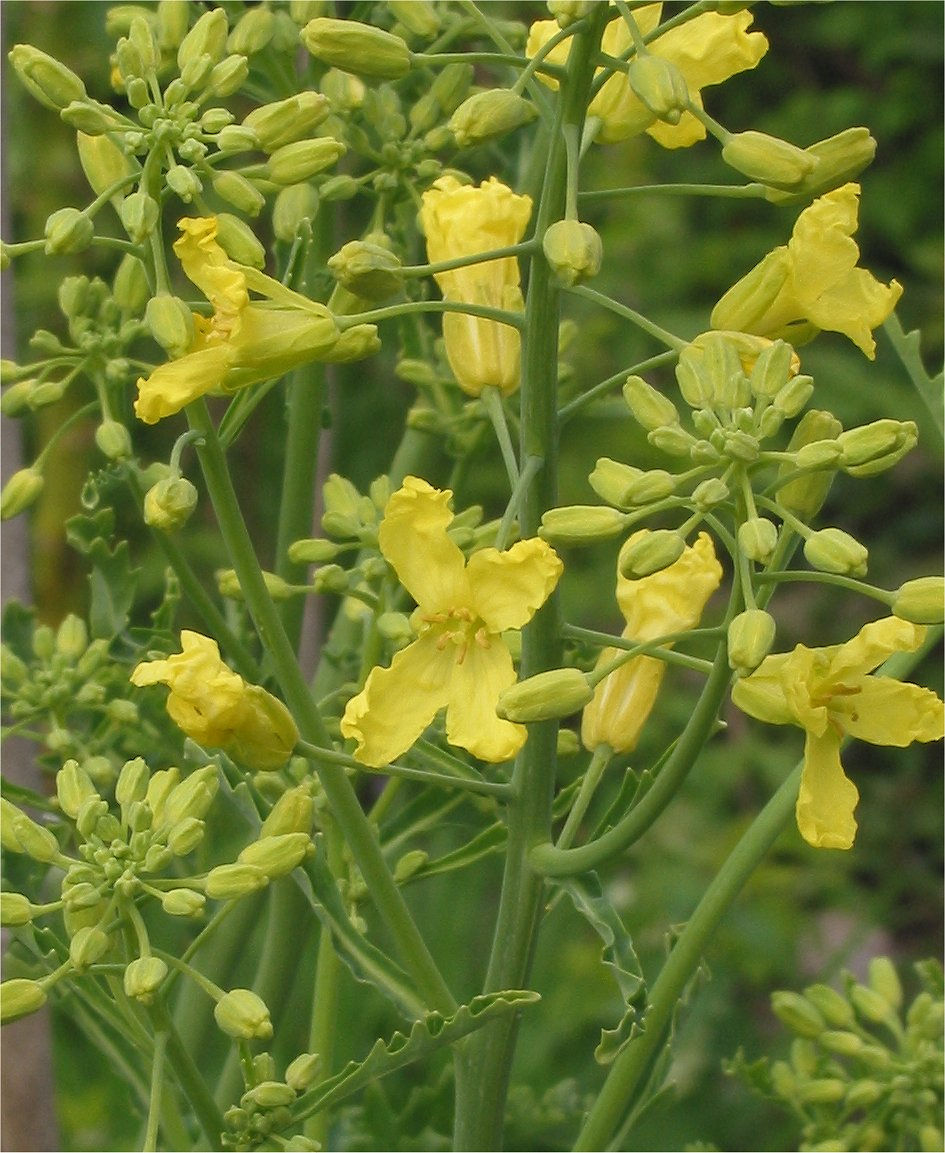
Kwiaty

Jarmuż (Brassica oleracea L. var. sabellica L.) – odmiana botaniczna kapusty warzywnej. Jest to roślina dwuletnia należąca do rodziny kapustowatych. Jest to jedna z najstarszych odmian użytkowych tego gatunku. W starożytności uprawiana była jako roślina ozdobna i jadalna. Znana jest wyłącznie z uprawy, nie występuje na stanowiskach naturalnych.

## Morfologia
ŁodygaJest wytwarzana w pierwszym roku, jest gruba i silnie ulistniona. Ma wysokość od 10 do 110 cm.
LiścieDługie, kędzierzawe, tworzą rozetę, zielone lub fioletowe. W pierwszym roku wzrostu wytwarza pęk odziomkowych liści, które u niektórych odmian są pomarszczone (odmiany strzępiaste).
KwiatyPęd kwiatostanowy wytwarza w drugim roku.
KorzeńSilnie rozwinięty i długi.

## Wartość odżywcza
Jarmuż jest uważany za bardzo pożywne warzywo zawierające silne przeciwutleniacze i mające właściwości przeciwzapalne. Jest bogatym źródłem witaminy K, witaminy C, karotenoidów (β-karotenu, luteiny, zeaksantyny), a także wapnia. Podobnie jak brokuły i inne warzywa kapustowate zawiera sulforafan. Jarmuż jest również doskonałym źródłem żelaza. Ponadto zawiera kwas foliowy.

## Pochodzenie
Do końca średniowiecza jarmuż był jednym z najpopularniejszych zielonych warzyw w całej Europie. Odmiany o kędzierzawych liściach istniały już, wraz z płasko-liściastymi, w Grecji w IV wieku p.n.e. Dziś można je różnicować w zależności od odmiany na: niskiej, pośredniej lub wysokiej długości łodygi, z różnymi rodzajami liści. Liście występują w kolorach od jasnozielonego poprzez zielony, ciemnozielony i fiolet aż do fioletowozielonobrązowego. Rosyjska odmiana została wprowadzona do Kanady (a następnie do Stanów Zjednoczonych) przez rosyjskich kupców w XIX wieku.

## Zastosowanie
- Jarmuż jest składnikiem tradycyjnych potraw holenderskich, północnoniemieckich (Grünkohlessen),  portugalskich i brazylijskich. Spożywany jest także w całej południowo-wschodniej Afryce, zwykle gotowany z mlekiem kokosowym i orzeszkami ziemnymi, serwowany z ugotowanym ryżem, albo z ugali lub fufu robionymi z kaszy kukurydzianej. W Japonii sok z jarmużu, znany jako aojiru, jest popularnym suplementem diety.
- Niektóre kultywary są uprawiane jako rośliny ozdobne.

## Uprawa
Najważniejsze obszary uprawy jarmużu znajdują się w środkowej i północnej Europie oraz Ameryce Północnej i Azji. Roślina rzadko rośnie w tropikalnych obszarach, ponieważ preferuje chłodniejszy klimat. Toleruje prawie wszystkie rodzaje gleb pod warunkiem, że drenaż jest zadowalający. Jej zaletą jest oporność na działanie szkodników i chorób innych kapustowatych.